# Hyalinoecia abranchiata
Hyalinoecia abranchiata är en ringmaskart som beskrevs av Lechapt 1997. Hyalinoecia abranchiata ingår i släktet Hyalinoecia och familjen Onuphidae. Inga underarter finns listade i Catalogue of Life.